# Gandra (Valença)
Gandra ist ein Ort und eine ehemalige Gemeinde (Freguesia) im nordportugiesischen Kreis Valença der Unterregion Minho-Lima. Die Gemeinde hatte 1318 Einwohner (Stand 30. Juni 2011).
Am 29. September 2013 wurden die Gemeinden Gandra und Taião zur neuen Gemeinde União das Freguesias de Gandra e Taião zusammengeschlossen. Gandra ist Sitz dieser neu gebildeten Gemeinde.